# Список эпизодов телесериала «Последнее королевство»
Список эпизодов телесериала «Последнее королевство», основанного на серии книг Бернарда Корнуэлла под общим названием «Саксонские хроники».

## Обзор сезонов
| Сезон | Серии | Серии | Даты показа     | Даты показа     | Даты показа |
| Сезон | Серии | Серии | Первая серия    | Последняя серия | Канал       |
| ----- | ----- | ----- | --------------- | --------------- | ----------- |
| 1     | 8     | 8     | 10 октября 2015 | 28 ноября 2015  | BBC Two     |
| 2     | 8     | 8     | 16 марта 2017   | 4 мая 2017      | BBC Two     |
| 3     | 10    | 10    | 19 ноября 2018  | 19 ноября 2018  | Netflix     |
| 4     | 10    | 10    | 26 апреля 2020  | 26 апреля 2020  | Netflix     |
| 5     | 10    | 10    | 9 марта 2022    | 9 марта 2022    | Netflix     |

## Эпизоды

### Сезон 1 (2015)
Первый сезон основан на первом и втором романах серии: «Последнее королевство» и «Бледный всадник».
| № | № в сезоне | Название          | Режиссёр    | Автор сценария | Дата премьеры   | Дата премьеры в Великобритании | Зрители в Великобритании (млн) |
| --- | ---------- | ----------------- | ----------- | -------------- | --------------- | ------------------------------ | ------------------------------ |
| 1 | 1          | «Первая серия»    | Ник Мёрфи   | Стивен Бутчард | 10 октября 2015 | 22 октября 2015                | 2,02                           |
| 866 год. Лорд Утред, один из правителей Нортумбрии, убит, а его одиннадцатилетний сын Утред вместе с саксонкой Бридой оказывается в рабстве у ярла Рагнара. Когда мальчик спасает дочь Рагнара Тиру от Свена, сына Кьяртана, одного из людей ярла, Рагнар изгоняет обидчика и выбивает Свену один глаз; Утред и Брида воспитываются как датчане и дети Рагнара. Много лет спустя Кьяртан и Свен убивают семью Рагнара и похищают Тиру. Утред решает вернуть свои земли и родовой замок Беббанбург, захваченный его дядей Эльфриком. |            |                   |             |                |                 |                                |                                |
| 2 | 2          | «Вторая серия»    | Ник Мёрфи   | Стивен Бутчард | 17 октября 2015 | 29 октября 2015                | 1,54                           |
| В убийстве Рагнара и восстании саксов на севере обвиняют Утреда. Пытаясь доказать свою невиновность Уббе и Гутруму, Утред становится свидетелем смерти короля восточных саксов Эдмунда, которого убивают как христианского святого. Чтобы спастись от гнева Уббы, не поверившего в слова Утреда, он и Брида бегут в Уинчестер, столицу Уэссекса — последнего королевства. Альфред не доверяет язычникам, поэтому когда Утред предоставляет ему информацию об Уббе, брат короля сажает его в клетку, не позволяя, таким образом, выйти на поле битвы. |            |                   |             |                |                 |                                |                                |
| 3 | 3          | «Третья серия»    | Энтони Бирн | Стивен Бутчард | 24 октября 2015 | 5 ноября 2015                  | 1,58                           |
| Король Этельред и Альфред выигрывают сражение, однако король смертельно ранен и передаёт корону Альфреду, а не собственному сыну. Утреда и Бриду выпускают из заключения. Так как Альфред ищет мира с Гутрумом и Уббой, он просит совета Утреда, который рассказывает королю, чего даны боятся. Альфред заключает мир, чтобы дать Уэссексу время, чтобы подготовиться к будущим битвам; он берёт с Утреда клятву верности на год, чтобы тот за это время научил саксов сражаться по-датски. Брида теряет ребёнка Утреда, и когда объявляется Рагнар Младший, она уходит с ним. |            |                   |             |                |                 |                                |                                |
| 4 | 4          | «Четвёртая серия» | Энтони Бирн | Стивен Бутчард | 31 октября 2015 | 12 ноября 2015                 | 1,60                           |
| Для того, чтобы получить земли в Уэссексе, Утред соглашается на уговоры Альфреда жениться на Милдрит. Однако никто не говорит Утреду, что та унаследовала от отца огромный долг перед церковью; Утред понимает, что это подстроил король. Они с Милдрит находят общий язык и вскоре она беременеет. Датчане захватывают форт, и во время мирных переговоров Утреда и некоторых других саксов используют для обмена заложниками с данами. В плену он снова встречается с братом Рагнаром Младшим и Бридой. Когда перемирию приходит конец, Гутрум убивает заложников, однако Рагнар заступается за Утреда. Утред видит приближение огромного датского флота и зажигает первый сигнальный костёр. |            |                   |             |                |                 |                                |                                |
| 5 | 5          | «Пятая серия»     | Бен Чанан   | Стивен Бутчард | 7 ноября 2015   | 19 ноября 2015                 | 1,60                           |
| Датский флот высаживается на южные земли, но теряет много кораблей в сильном шторме. Альфред разделяет войско на две части: он сам ведёт часть войска на запад, чтобы выступить против датчан, идущих из Ирландии, а вторая часть войска под предводительством Одды сталкивается с датскими силами на побережье. Утред присоединяется к людям Одды и по договоренности с ним пробирается в датский лагерь для диверсии. Он поджигает корабли датчан, вызывая панику, однако не может уйти незамеченным и вынужден биться с Уббой, которого убивает. Подоспевают люди Одды и одолевают датчан, которые, сильно ранят Одду. В Уинчестере Одда Младший лжёт Альфреду, говоря, что победа саксов на побережье является его заслугой; Утред безуспешно опровергает его слова, за что Альфред подвергает его публичному унижению. Утред с Милдрит и их маленьким сыном (также Утредом) возвращаются на свои земли.                                                                                       |            |                   |             |                |                 |                                |                                |
| 6 | 6          | «Шестая серия»    | Бен Чанан   | Стивен Бутчард | 14 ноября 2015  | 26 ноября 2015                 | 1,55                           |
| Утред и Леофрик решают заняться разбоем, чтобы разбогатеть и расплатиться с долгами, и со своими людьми отправляются грабить Корнуолл. С командой вступает в переговоры брат Ассер и отводит к королю Перадуру, который нанимает их, чтобы разобраться с соперником. Интерес Утреда привлекает королева-тень красавица Изольда, имеющая колдовские силы. Когда Утред и его люди выступают, их противниками оказываются датчане во главе со Скорпой. Скорпа и Утред тайком заключают союз и договариваются поделить казну поровну. Они убивают Перадура и его людей, однако затем Скорпа предаёт Утреда и забирает всю казну себе. Тем не менее, Изольда отдаёт Утреду спрятанное сокровище. Утред вместе с Изольдой возвращается в свои земли, где выплачивает долг Милдрит перед церковью. Вскоре его вызывают в Уэссекс, где он попадает на суд Альфреда за свои действия в Корнуолле. Леофрик вынужден свидетельствовать против Утреда и просит короля, чтобы Утред пал от его меча в поединке. |            |                   |             |                |                 |                                |                                |
| 7 | 7          | «Седьмая серия»   | Питер Хоар  | Стивен Бутчард | 21 ноября 2015  | 3 декабря 2015                 | 1,54                           |
| Когда Утред и Леофрик бьются друг с другом на смерть в поединке в качестве наказания за их действия в Корнуолле, датчане начинают своё вторжение в Уэссекс. Утред, Леофрик и Изольда спасают монахиню Хильду, над которой надругались даны и они вместе укрываются в болотах. Там они встречают Альфреда, который прячется здесь вместе с семьёй от захватчиков. Король посылает сообщения Вульферу, Беокке и Ассеру, которые прибывают к нему с остатками сил Уэссекса. Изольда излечивает умирающего принца Эдуарда, однако говорит Утреду, что взамен умрёт другой ребёнок. Флот Скорпы пришвартовывается на болотах. Утред и его люди заманивают людей Скорпы глубже в болота и убивают их, а корабли поджигают. |            |                   |             |                |                 |                                |                                |
| 8 | 8          | «Восьмая серия»   | Питер Хоар  | Стивен Бутчард | 28 ноября 2015  | 10 декабря 2015                | 1,65                           |
| Вульфер и его люди присоединяются к Гутруму. Альфред с оставшимися верными ему людьми идут к Одде в надежде собрать армию. Утред узнаёт, что его сын умер, чтобы колдовство Изольды спасло сына короля. Также Изольда сообщает, что сестра Рагнара Тира жива. Альфред рассылает сообщения отрядам собираться у Эгбертова камня для последней битвы. Когда Одда Младший отказывается присоединиться к Альфреду, его отец Одда Старший убивает сына за предательство и ведёт людей к королю. Армия Альфреда побеждает Гутрума, однако Леофрик и Изольда погибают. Рагнара Младшего и Бриду берут в заложники, чтобы обеспечить мир с данами, а Гутрум принимает христианство. Утред, Хильда и Халиг отправляются на север в Беббанбург. |            |                   |             |                |                 |                                |                                |

### Сезон 2 (2017)
Второй сезон основан на третьем и четвёртом романах серии: «Властелин Севера» и «Песнь небесного меча».
| № | № в сезоне | Название          | Режиссёр       | Автор сценария | Дата премьеры  | Дата премьеры в Великобритании | Зрители в Великобритании (млн) |
| --- | ---------- | ----------------- | -------------- | -------------- | -------------- | ------------------------------ | ------------------------------ |
| 9 | 1          | «Первая серия»    | Питер Хоар     | Стивен Бутчард | 16 марта 2017  | 16 марта 2017                  | 1,60                           |
| 878 год. Бесстрашный воин Утред отправляется на север, чтобы отомстить за смерть ярла Рагнара и захват Беббанбурга — земель Утреда — его дядей Эльфриком. Убеждённость Альфреда в необходимости объединения королевств Англии крепнет с каждым днём, и он обращает свой взор на дикие земли севера, которые находятся под контролем викингов — братьев Эрика и Зигфрида. Беокка предлагает кандидатуры Утреда и его соратников для миссии по спасению короля Камберленда Гутреда из лап Кьяртана и Свена. Как надеется дальновидный король Альфред, Гутред, дан по рождению и христианин по вере, объединит северную Англию против язычников, подчинив её затем Уэссексу. Утред притворяется «бессмертным» воином, пришедшим отомстить за смерть Рагнара Старшего, и вызволяет Гутреда из плена. Кьяртан узнаёт о возвращении Утреда в Нортумбрию и планирует убить его. |            |                   |                |                |                |                                |                                |
| 10 | 2          | «Вторая серия»    | Питер Хоар     | Стивен Бутчард | 23 марта 2017  | 23 марта 2017                  | N/A                            |
| Кьяртан засылает шпионов в лагерь в Камберленде; лазутчики нападают на Утреда, однако того спасают его воины. Хильда решает оставить жизнь монахини и стать воином. Попытка Гутреда подражать Альфреду в манере управления проваливается, и его нерешительность и мягкость ослабляет позиции саксов. Утред и Гизела, сестра Гутреда, влюбляются друг в друга; а вскоре из-за дяди Утреда, Эльфрика, сложившаяся было коалиция против Кьяртана (включающая и Эрика с Зигфридом) распадается. Утред клянётся в верности Гутреду, однако коварный советник Гутреда — аббат Эадред — убеждает слабовольного короля, что амбициозный Утред опасен и, в конце-концов, отнимет у него и сестру, и корону. Гутред заключает сделку с Эльфриком и продаёт Утреда в рабство викингам. Верный соратник Утреда Халиг отказывается оставить его и добровольно становится рабом. Узнав от Хильды о поступке Гутреда, Альфред отправляет на поиски Утреда его названного брата Рагнара Младшего и Бриду. |            |                   |                |                |                |                                |                                |
| 11 | 3          | «Третья серия»    | Джон Ист       | Стивен Бутчард | 30 марта 2017  | 30 марта 2017                  | N/A                            |
| Утред и Халиг, закованные в цепи, служат гребцами на корабле у исландского рабовладельца Сверри. В Эофервике Эльфрик разрывает своё соглашение с Гутредом, так как тот не предоставил ему отрубленную голову Утреда. Эрик и Зигфрид снова покидают Гутреда, так как у того больше нет поддержки Эльфрика. На зиму Утреда и Халига отвозят в Хусавик в Исландии, где они работают на Сверри в качестве лесорубов. После неудавшегося побега, Халига привязывают к носу корабля, где он в муках умирает в море. Утреда привозят обратно в Англию, где планируют продать Свену. В тот момент, когда жаждущий мести Свен собирается расправиться с ослабевшим Утредом, появляется со своим отрядом Рагнар Младший. Утред освобожден, и Хильда выхаживает его. Аббат Эадред, отыскав Гизеллу в женской обители, пытается принудить её выйти замуж за Эльфрика, чтобы возобновить союз. Но Утред и Рагнар вовремя поспевают помешать бракосочетанию. При этом Утред совершает святотатство, в припадке ярости убив насмехавшегося над ним аббата. В Уэссексе Альфред говорит Утреду, что за смерть Эадреда расплатится Рагнар Младший, так как именно он несёт ответственность за все действия Утреда. Угрожая расправой над Рагнаром, он вынуждает Утреда снова принести ему клятву верности. |            |                   |                |                |                |                                |                                |
| 12 | 4          | «Четвёртая серия» | Джон Ист       | Стивен Бутчард | 6 апреля 2017  | 6 апреля 2017                  | N/A                            |
| Последователи Рагнара Младшего во главе с Ролло собираются отомстить за смерть Рагнара Старшего. Для захвата Дунхолма им необходимо много людей, получить которых они могут только с помощью союза с Гутредом. Брида не хочет, чтобы люди Рагнара умирали за Гутреда. Утред противостоит Гутреду и напоминает ему о его предательстве; в конце концов он соглашается дать Рагнару людей, если Утред изгонит Эрика и Зигфрида. Утред пробирается в лагерь братьев и пытается убить Зигфрида. Он не может убить Зигфрида, однако ему удается захватить его в заложники и вынудить Эрика согласиться покинуть Англию. Утред отпускает Зигфрида, отрубив ему кисть руки, которую позже предоставляет Гутреду. Утред и Беокка проникают в Дунхолм через секретный вход и впускают людей Рагнара и Гутреда в крепость. В последующем сражении гибнут Ролло и Свен, а Рагнар убивает в поединке Кьяртана. Потерявшая рассудок из-за надругательства Тайра в ярости хочет убить своих братьев за то, что за столько лет плена её так и не вызволили, однако Беокка убеждает её простить их. |            |                   |                |                |                |                                |                                |
| 13 | 5          | «Пятая серия»     | Джейми Донохью | Стивен Бутчард | 13 апреля 2017 | 13 апреля 2017                 | N/A                            |
| Спустя несколько лет после битвы при Дунхолме Утред всё ещё служит Альфреду в качестве лорда Кокхама в Уэссексе. Несмотря на мир последних лет, в соседней Восточной Англии возникают неприятности, и Этельволд рассказывает Утреду странную историю, а также делает заманчивое предложение. Независимость и скрытое неповиновение Утреда создают напряжение во время королевского визита Альфреда, а неожиданная встреча с Эриком даёт Утреду пищу для размышлений и вызывает разногласия между ним и Гизелой. Тем временем в Винчестере после прибытия Этельреда из Мерсии идут приготовления к королевской свадьбе. Отец Беокка предлагает выздоровевшей Тайре стать его женой. |            |                   |                |                |                |                                |                                |
| 14 | 6          | «Шестая серия»    | Джейми Донохью | Стивен Бутчард | 20 апреля 2017 | 20 апреля 2017                 | N/A                            |
| В Винчестере празднуют свадьбу Этельреда и Этельфледы, однако гуляния продолжаются недолго — возвращение викингов в Уэссекс грозит началом войны, а у Альфреда не хватает средств для сохранения мира. Из-за возникших слухов недоверие Альфреда к Утреду растёт, и, в конце концов, король отстраняет Утреда от должности военачальника. Он назначает на его место честолюбивого, но недалекого Этельреда. Однако поход на Лондон оказывается неудачным, и фатальная ошибка мерсийца позволяет Эрику и Зигфриду перехитрить саксов и похитить Этельфледу. |            |                   |                |                |                |                                |                                |
| 15 | 7          | «Седьмая серия»   | Ричард Сеньор  | Стивен Бутчард | 27 апреля 2017 | 27 апреля 2017                 | N/A                            |
| Этельфледу захватывают Эрик и Зигфрид, и саксы возвращаются в Винчестер, чтобы сообщить об этом королю Альфреду. Тем временем Утред отправляется домой к Гизеле и хочет добиться правды своими силами. Упрямая решимость Альфреда заставляет Одду сомневаться в том, что король в первую очередь заботится о благополучии королевства, а не о своей дочери. Утред и Зигфрид встречаются лицом к лицу в первый раз после их изгнания из Нортумбрии, и Утред принимает решение, которое определит судьбу Уэссекса. |            |                   |                |                |                |                                |                                |
| 16 | 8          | «Восьмая серия»   | Ричард Сеньор  | Стивен Бутчард | 4 мая 2017     | 4 мая 2017                     | N/A                            |
| Королю Альфреду называют огромную сумму выкупа за Этельфледу и сообщают, что сделают с королевской дочерью, если эта сумма не будет выплачена. Альфред решает, что необходимо заплатить выкуп, несмотря на то, что это ставит под угрозу всё королевство. В Бенфлеоте план Эрика и Этельфледы сбежать вместе находится под угрозой раскрытия, и Утред должен быстро придумать, как спасти Уэссекс и при этом вызволить Этельфледу и Эрика. Одда рискует всем ради королевства и объединяется с маловероятным союзником, а Гизела и Утред думают о том, как они будут жить в опале со стороны Альфреда. Происходит битва при Бенфлеоте, которая меняет всё... |            |                   |                |                |                |                                |                                |

### Сезон 3 (2018)
Третий сезон основан на пятом и шестом романах серии: «Горящая земля» и «Смерть королей».
| № общий | № в сезоне | Название          | Режиссёр       | Автор сценария | Дата премьеры  |
| ------- | ---------- | ----------------- | -------------- | -------------- | -------------- |
| 17      | 1          | «Первая серия»    | Эрик Лейонборг | Стивен Бутчард | 19 ноября 2018 |
| 18      | 2          | «Вторая серия»    | Эрик Лейонборг | Стивен Бутчард | 19 ноября 2018 |
| 19      | 3          | «Третья серия»    | Энди Де Эммони | Стивен Бутчард | 19 ноября 2018 |
| 20      | 4          | «Четвёртая серия» | Энди Де Эммони | Стивен Бутчард | 19 ноября 2018 |
| 21      | 5          | «Пятая серия»     | Джон Ист       | Бен Ванстоун   | 19 ноября 2018 |
| 22      | 6          | «Шестая серия»    | Джон Ист       | Софи Петцаль   | 19 ноября 2018 |
| 23      | 7          | «Седьмая серия»   | Ян Маттис      | Лидия Адетуньи | 19 ноября 2018 |
| 24      | 8          | «Восьмая серия»   | Ян Маттис      | Стивен Бутчард | 19 ноября 2018 |
| 25      | 9          | «Девятая серия»   | Эд Базальгетти | Стивен Бутчард | 19 ноября 2018 |
| 26      | 10         | «Десятая серия»   | Эд Базальгетти | Стивен Бутчард | 19 ноября 2018 |

### Сезон 4 (2020)
Четвёртый сезон основан на седьмом и восьмом романах серии: «Языческий лорд» и «Пустой трон».
| № общий | № в сезоне | Название          | Режиссёр       | Автор сценария | Дата премьеры  |
| ------- | ---------- | ----------------- | -------------- | -------------- | -------------- |
| 27      | 1          | «Первая серия»    | Эд Базальгетти | Марта Хилльер  | 26 апреля 2020 |
| 28      | 2          | «Вторая серия»    | Эд Базальгетти | Марта Хилльер  | 26 апреля 2020 |
| 29      | 3          | «Третья серия»    | Сара О’Горман  | Шарлотта Вульф | 26 апреля 2020 |
| 30      | 4          | «Четвёртая серия» | Сара О’Горман  | Джейми Крайтон | 26 апреля 2020 |
| 31      | 5          | «Пятая серия»     | Энди Хэй       | Марта Хилльер  | 26 апреля 2020 |
| 32      | 6          | «Шестая серия»    | Энди Хэй       | Марта Хилльер  | 26 апреля 2020 |
| 33      | 7          | «Седьмая серия»   | Дэвид Мур      | Джейми Крайтон | 26 апреля 2020 |
| 34      | 8          | «Восьмая серия»   | Дэвид Мур      | Питер Маккенна | 26 апреля 2020 |
| 35      | 9          | «Девятая серия»   | Эд Базальгетти | Марта Хилльер  | 26 апреля 2020 |
| 36      | 10         | «Десятая серия»   | Эд Базальгетти | Марта Хилльер  | 26 апреля 2020 |

### Сезон 5 (2022)
Пятый сезон основан на девятом и десятом романах серии: «Воины бури» и «Несущий пламя».
| № общий | № в сезоне | Название          | Режиссёр          | Автор сценария              | Дата премьеры |
| ------- | ---------- | ----------------- | ----------------- | --------------------------- | ------------- |
| 37      | 1          | «Первая серия»    | Энди Хэй          | Марта Хилльер               | 9 марта 2022  |
| 38      | 2          | «Вторая серия»    | Александр Дреймон | Марта Хилльер               | 9 марта 2022  |
| 39      | 3          | «Третья серия»    | Энди Хэй          | Лора Грейс                  | 9 марта 2022  |
| 40      | 4          | «Четвёртая серия» | Пол Уилмхерст     | Джеймс Смит                 | 9 марта 2022  |
| 41      | 5          | «Пятая серия»     | Пол Уилмхерст     | Марта Хилльер               | 9 марта 2022  |
| 42      | 6          | «Шестая серия»    | Пол Уилмхерст     | Алекс Стракер               | 9 марта 2022  |
| 43      | 7          | «Седьмая серия»   | Энтони Филопсон   | Алекс Стюард                | 9 марта 2022  |
| 44      | 8          | «Восьмая серия»   | Энтони Филопсон   | Марта Хилльер и Джеймс Смит | 9 марта 2022  |
| 45      | 9          | «Девятая серия»   | Джон Ист          | Марта Хилльер               | 9 марта 2022  |
| 46      | 10         | «Десятая серия»   | Джон Ист          | Марта Хилльер               | 9 марта 2022  |